# Château de Burie
Le château de Burie est situé à Burie en Charente-Maritime.

## Historique
Le château est construit au XVIe siècle.
L'immeuble est inscrit au titre des monuments historiques par arrêté du 23 février 1925.